# Strzelce Wielkie (województwo małopolskie)
Strzelce Wielkie – wieś w Polsce, położona w województwie małopolskim, w powiecie brzeskim, w gminie Szczurowa. W pobliżu przepływa rzeka Łętowina. We wsi znajduje się siedziba rzymskokatolickiej parafii św. Sebastiana, szkoła podstawowa i ochotnicza straż pożarna.

## Integralne części wsi
| SIMC    | Nazwa        | Rodzaj    |
| ------- | ------------ | --------- |
| 0831876 | Dębnik       | część wsi |
| 0831882 | Michala      | część wsi |
| 0831899 | Osikówki     | część wsi |
| 0831907 | Pastwiska    | część wsi |
| 0831913 | Podlas       | część wsi |
| 0831920 | Podradziejów | część wsi |
| 0831936 | Todorów      | część wsi |

## Historia
Wieś wspominana w latach 1125, 1229 i 1322, należała za czasów Długosza do parafii Witów. Parafię, wyłączoną z parafii Witów, uposażoną przez Andrzeja Gawrońskiego, erygował 11 października 1617 r. biskup krakowski Marcin Szyszkowski. Dawny kościół parafialny, drewniany, pod wezwaniem św. Fabiana i św. Sebastiana Mm, wybudowany przez A. Gawrońskiego w 1617 r., konsekrował biskup Tomasz Oborski.
W latach 1975–1998 miejscowość położona była w województwie tarnowskim.

## Zabytki
Obiekty wpisane do rejestru zabytków nieruchomych województwa małopolskiego.
- Zespół kościoła pw. św. Sebastiana: kościół, dzwonnica, otoczenie;
- zespół dworsko - parkowy.

Kościół parafialny pw. św. Sebastiana pochodzi z 1785 roku. W środku znajduje się ołtarz z Matką Boską Szkaplerzną (obecnie oryginał jest w nowym kościele, w starym zaś – kopia). Po bokach stoją figury św. Piotra i św. Pawła, nad obrazem Madonny umieszczony jest wizerunek św. Sebastiana.

## OSP Strzelce Wielkie
We wsi istnieje Ochotnicza Straż Pożarna. Aktywnie uczestniczy w działaniach ratowniczo-gaśniczych oraz życiu społecznym wsi, bierze udział w wielu inicjatywach. Posiada dwa wozy bojowe: STAR 200 i Renault Master. Przy OSP działa także Młodzieżowa Drużyna Pożarnicza. W 2025 OSP Strzelce Wielkie obchodzi 120-lecie istnienia.